# Чиказький художній інститут
Художній інститут у місті Чикаго, штат Іллінойс, США (англ. Art Institute of Chicago, скорочено АІС) — другий за розмірами серед найбільших і найбагатших музеїв Сполучених Штатів. Більшим за нього є тільки МЕТ — Метрополітен-музей в місті Нью-Йорк.

## Будівлі інституту

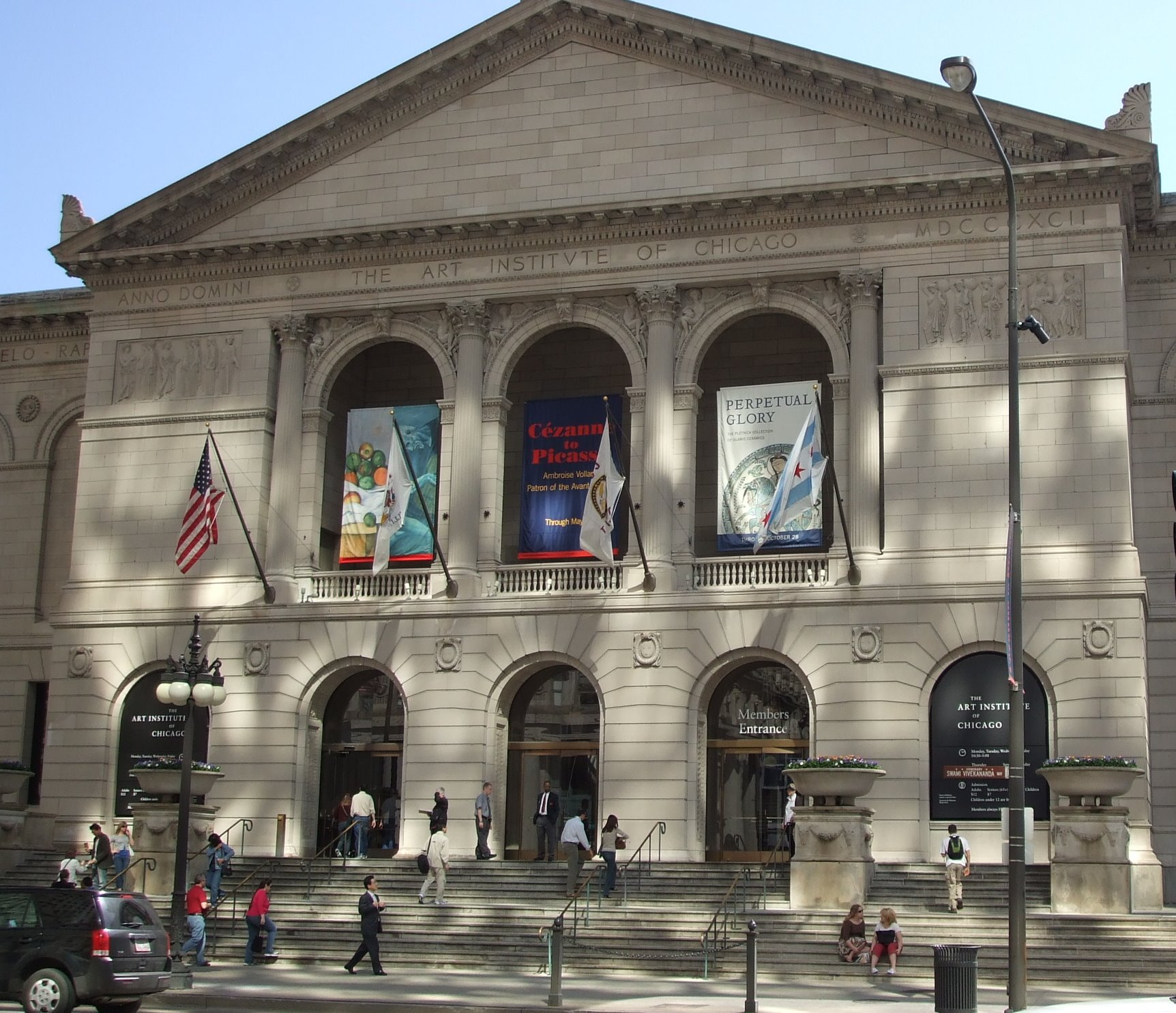
Головна будівля
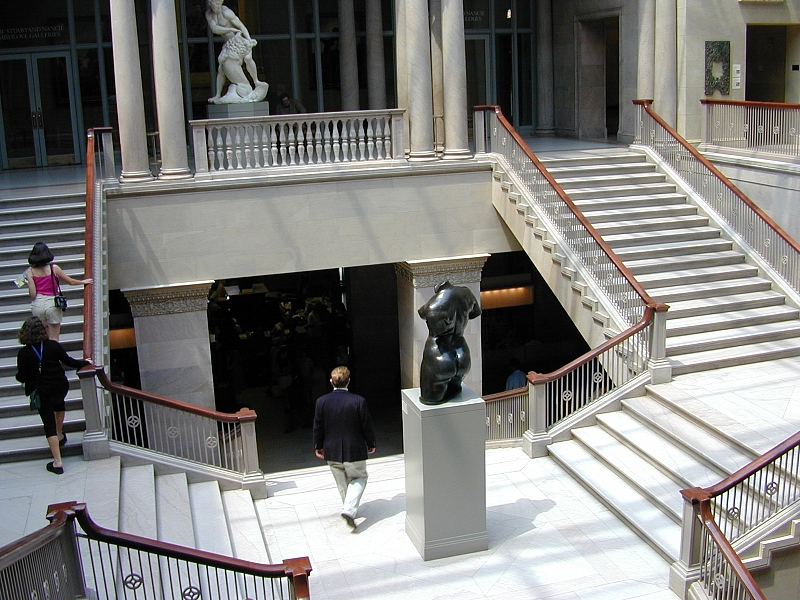
Парадні сходинки
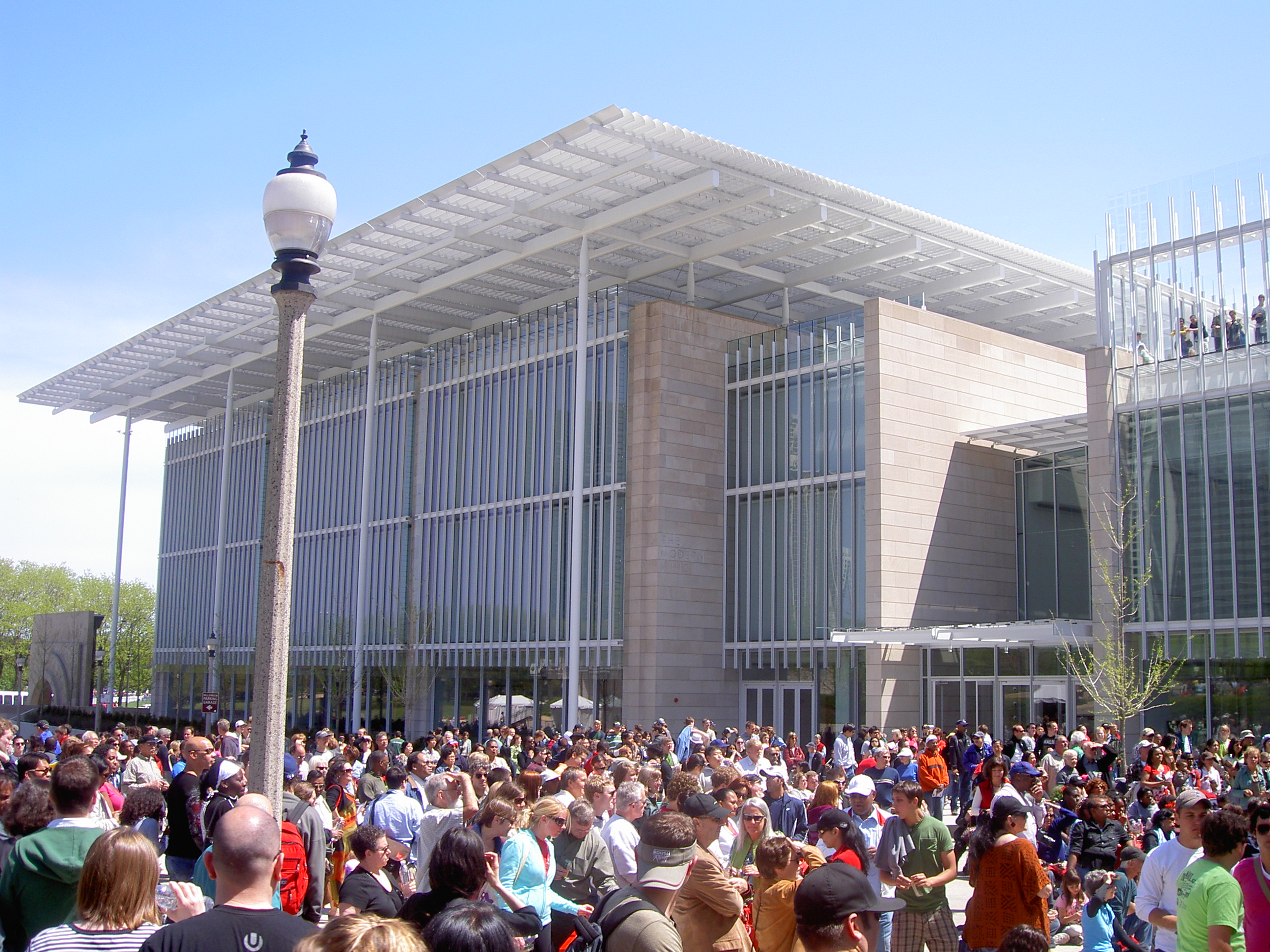
Нова будівля Художнього інституту Чикаго

## Заснування
Первісно будинок Художнього інституту Чикаго побудували для Всесвітньої виставки 1893 року. Тут був розташований Всесвітній конгрес з правом передачі будівлі по закінченню виставки під інститут і музей.
Інститут навчає понад 3200 студентів та пропонує заняття з таких спеціальностей, як мистецтво та технологія, комп'ютерна анімація, мистецтво управління; історії мистецтва, теорія та критика, художня освіта та арттерапія; кераміка; дизайн одягу; кіно; збереження історичної спадщини; архітектура; інтер'єр архітектури; журналістика; живопис та графіка; Світлина; естамп, скульптура, звук, відео, візуальні комунікації, візуальні та критичні дослідження та літературна творчість. Інститут також є базою для вирішення питань, пов'язаних з розвитком та становищем мистецтв у сучасному суспільстві.

## Експозиція
Музейна збірка охоплює мистецькі витвори за 5 тисячоліть людської історії та культури. За переліком творів збірка містить понад 260 000 речей.

## Відділи музею
- Західноєвропейський живопис
- Мистецтво США
- Мистецтво країн Азії
- Ужиткове мистецтво США
- Ужиткове мистецтво Західної Європи
- Відділ сучасного мистецтва
- Реерсон та Бернхем бібліотеки

## Ужиткове мистецтво

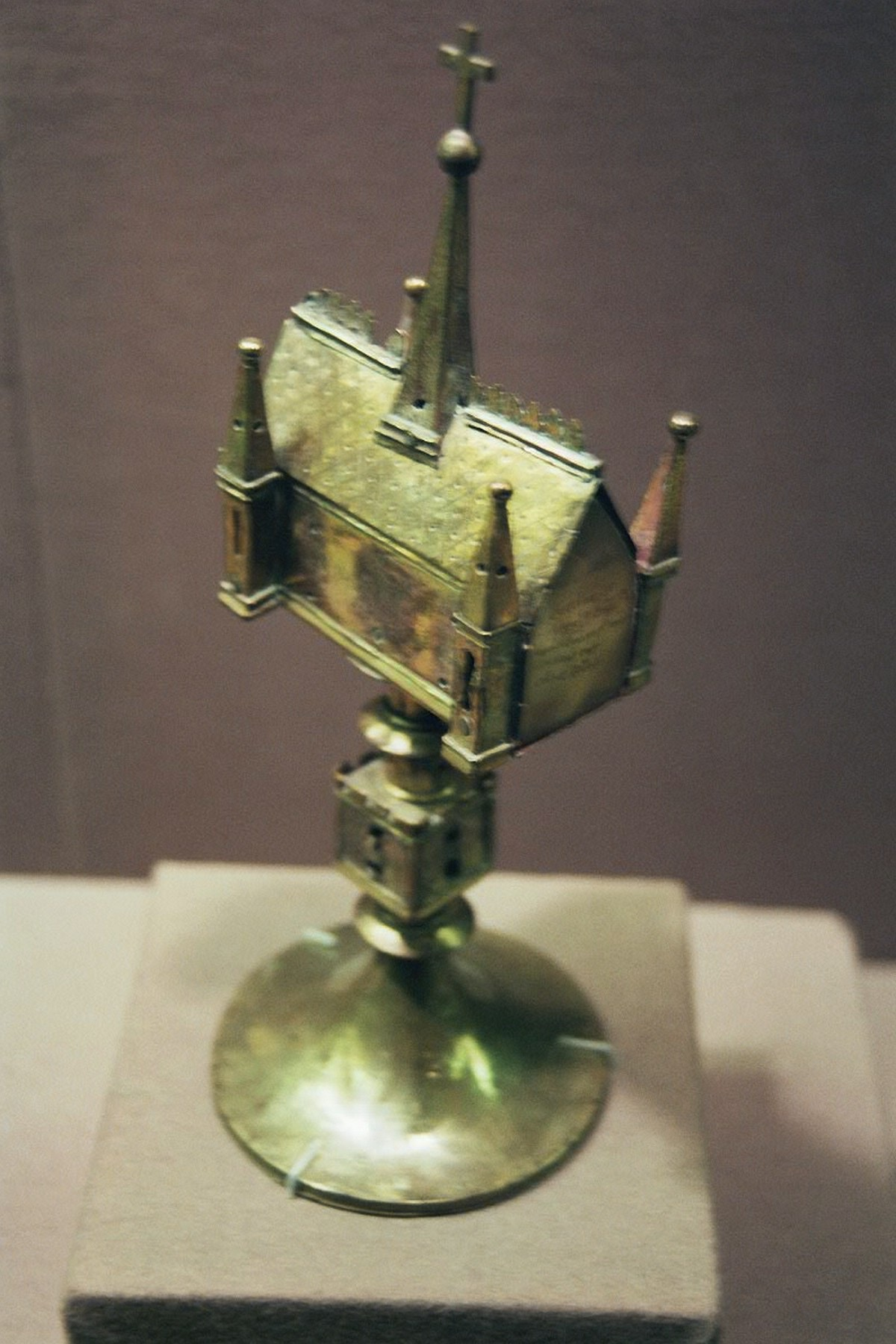
Визолочена модель середньовічної церкви. Брунсвік. Німеччина
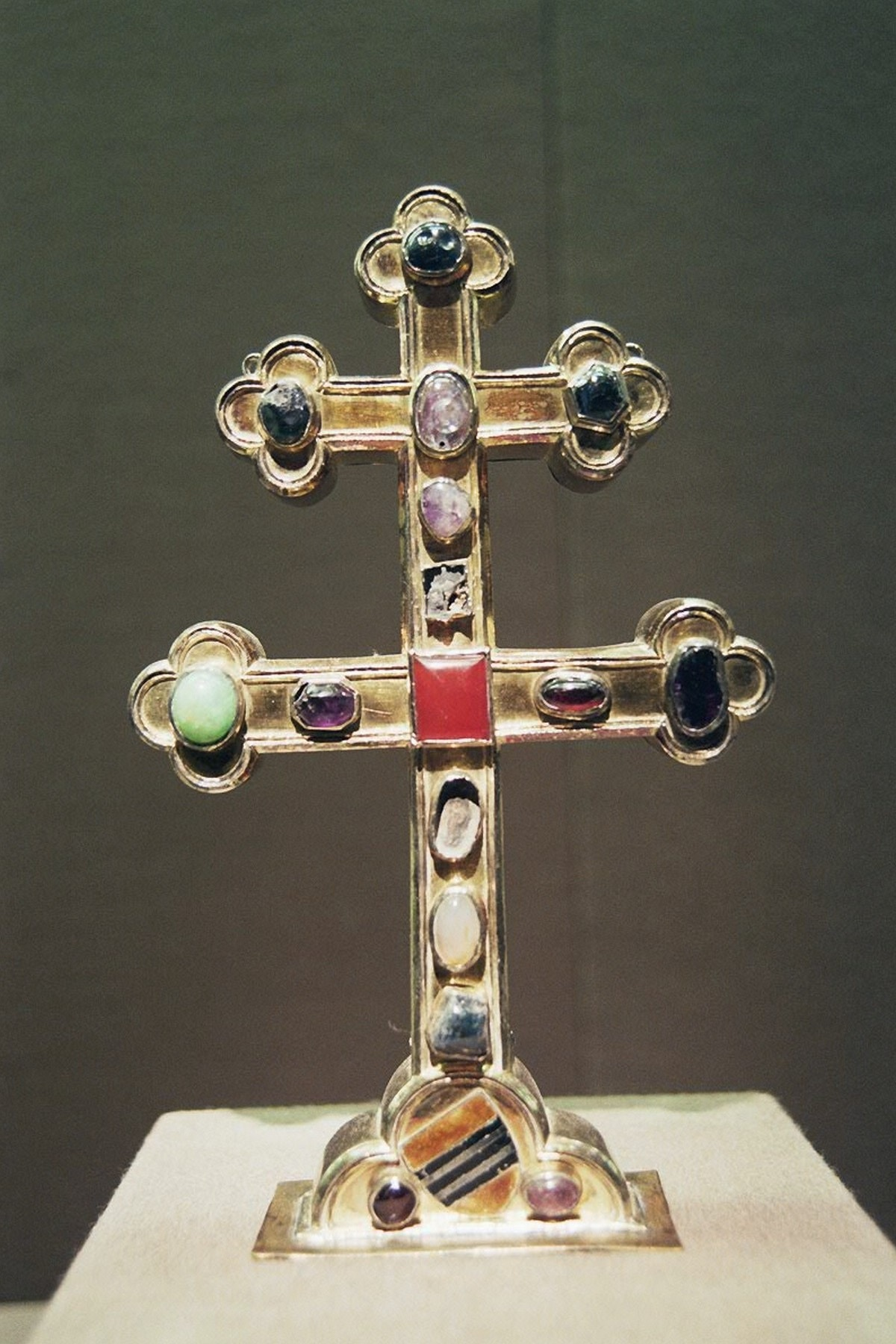
Хрест з кабошонами. Брунсвік,Німеччина
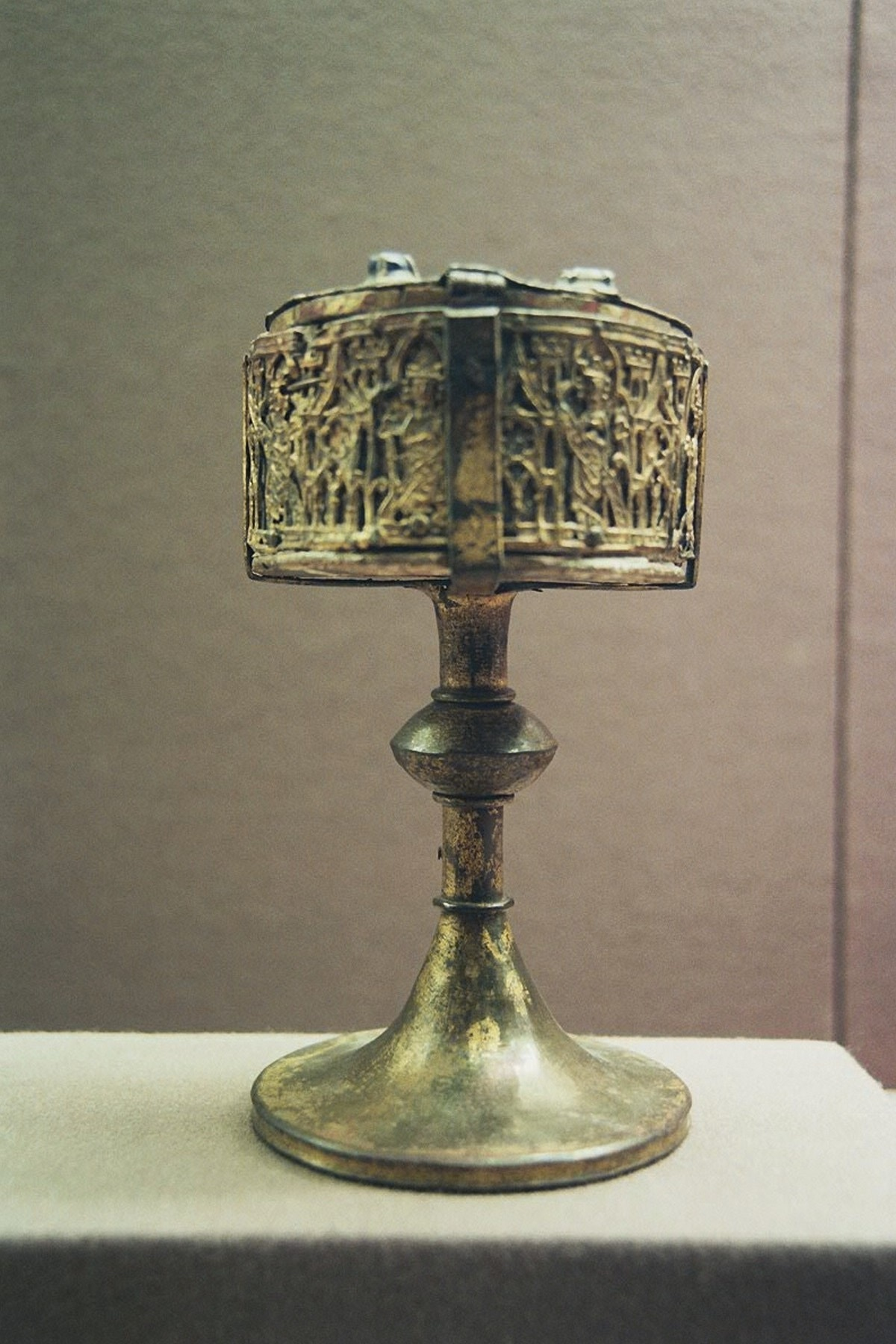
Середньовічна чаша з Німеччини

## Старі італійські майстри

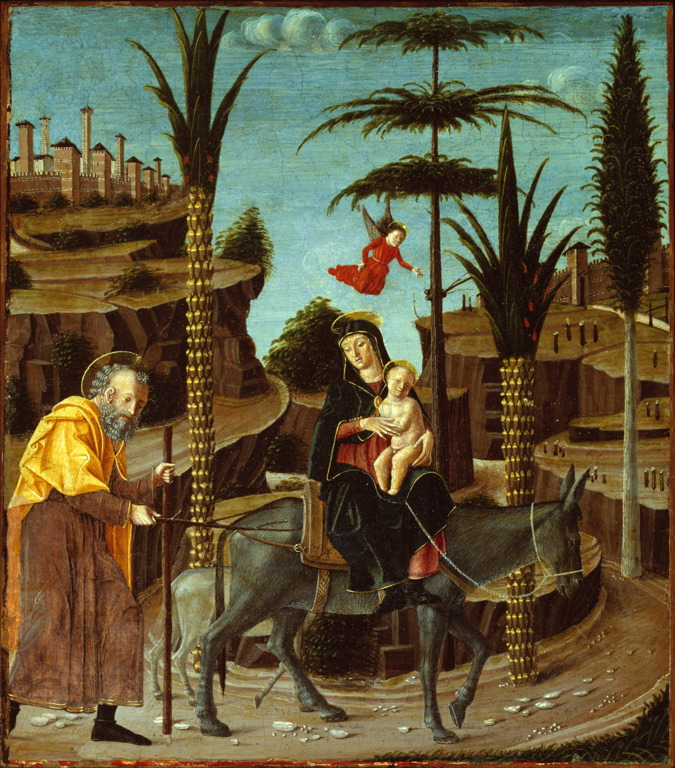
Бернардіно Бутіноне. «Втеча Святої родини в Єгипет», бл. 1485 р.
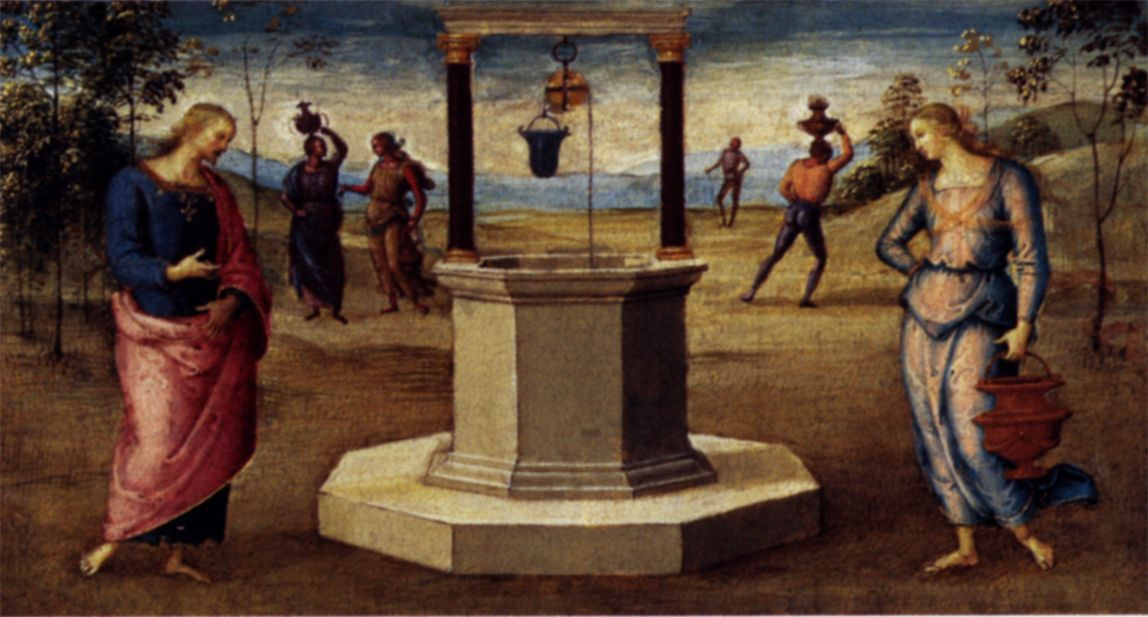
Перуджино. «Христос і самаритянка біля колодязя».
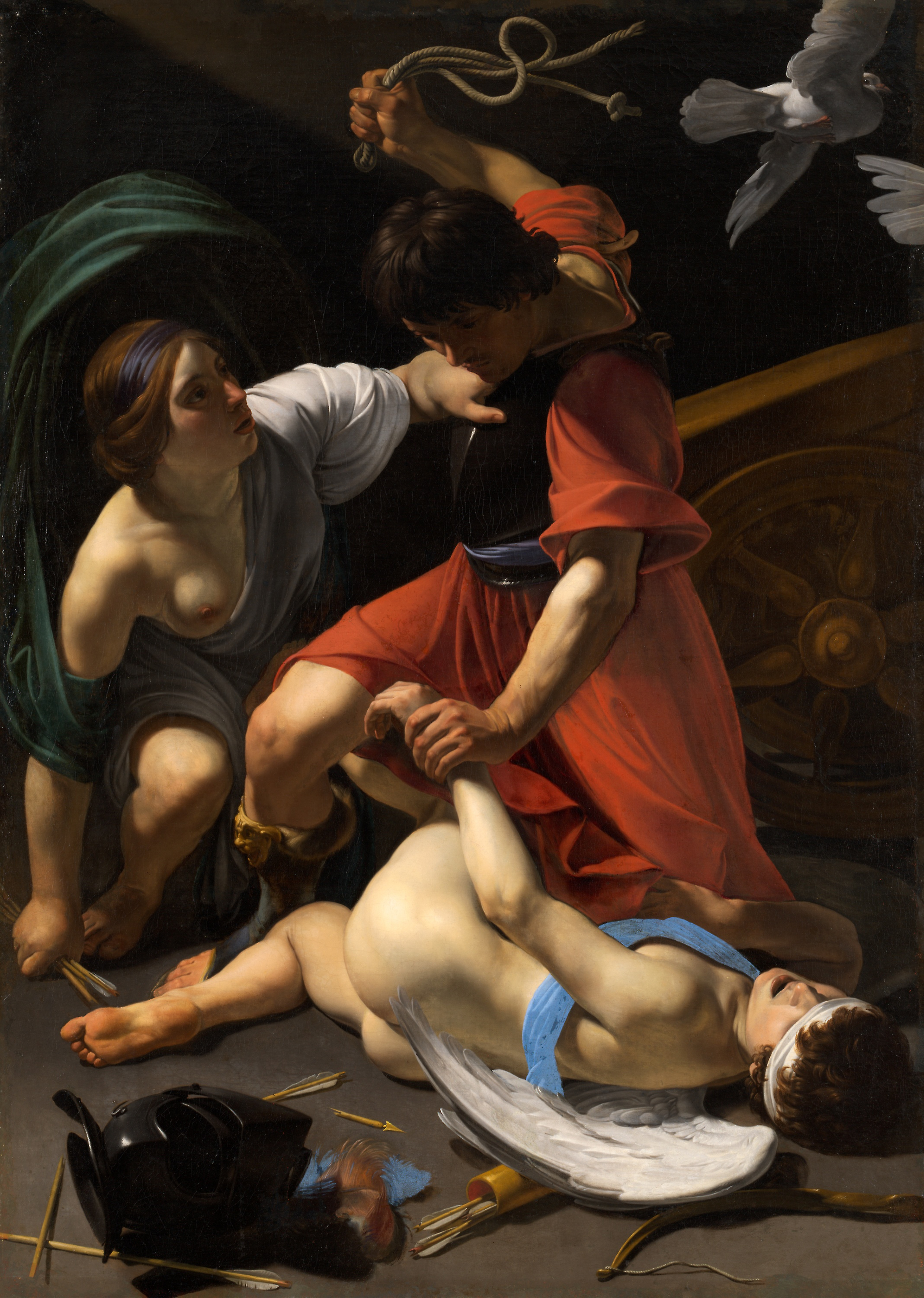
Бартоломео Манфреді. «Бог війни Марс карає Амура».

## Імпресіоністи Франції

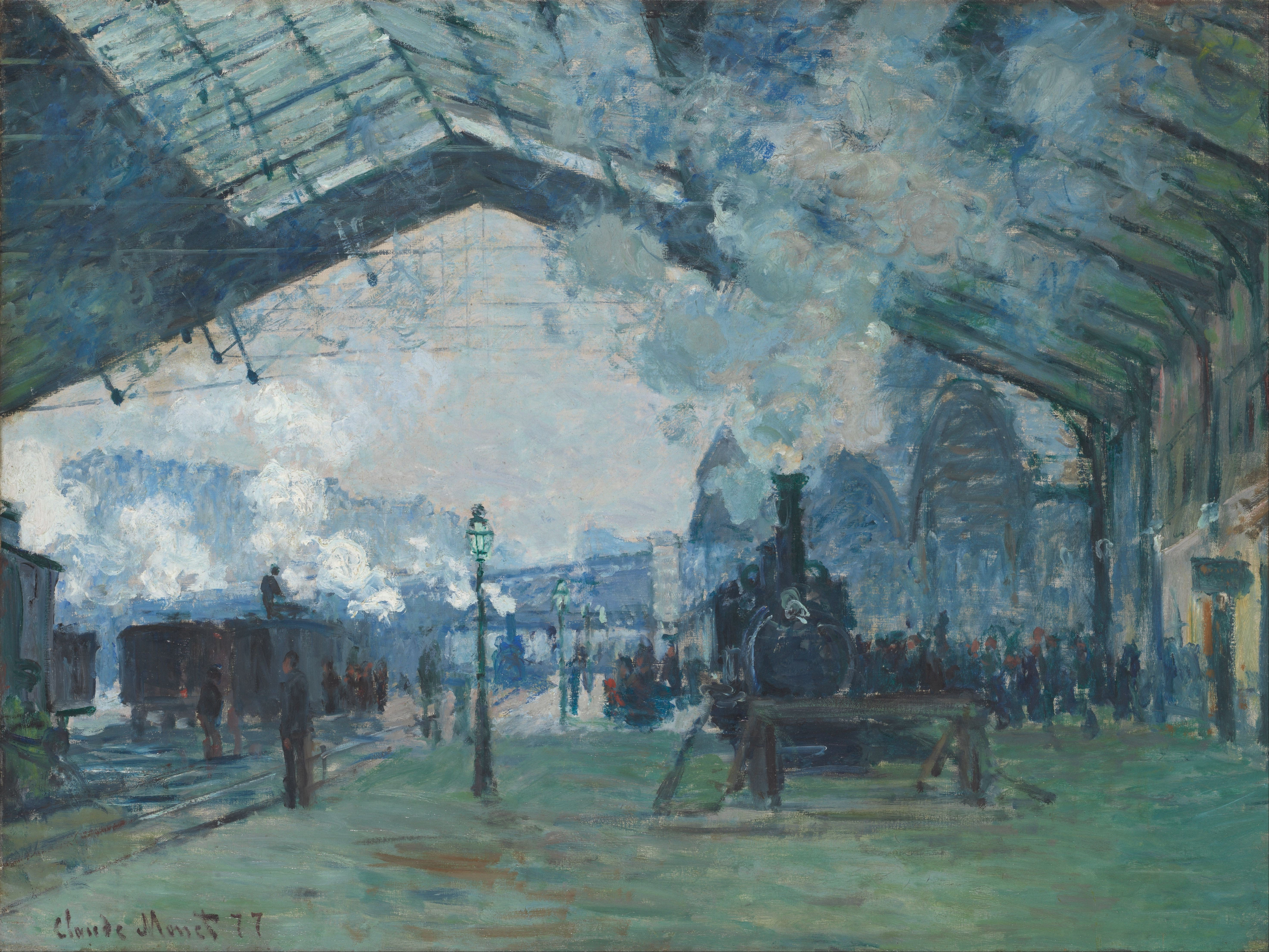
Клод Моне. «Вокзал Сен Лазар», 1877 р.
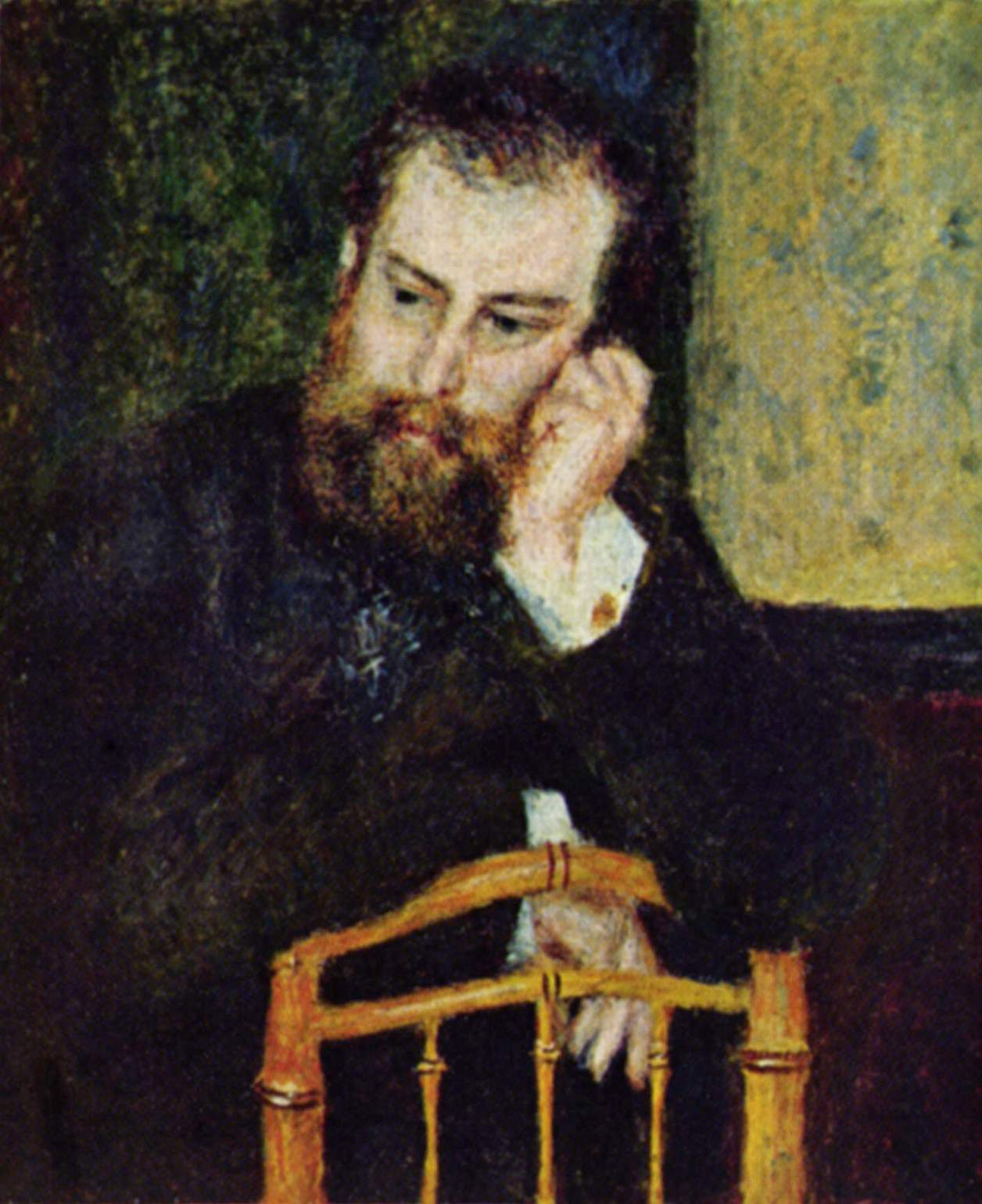
Ренуар. «Портрет художника Альфреда Сіслея».
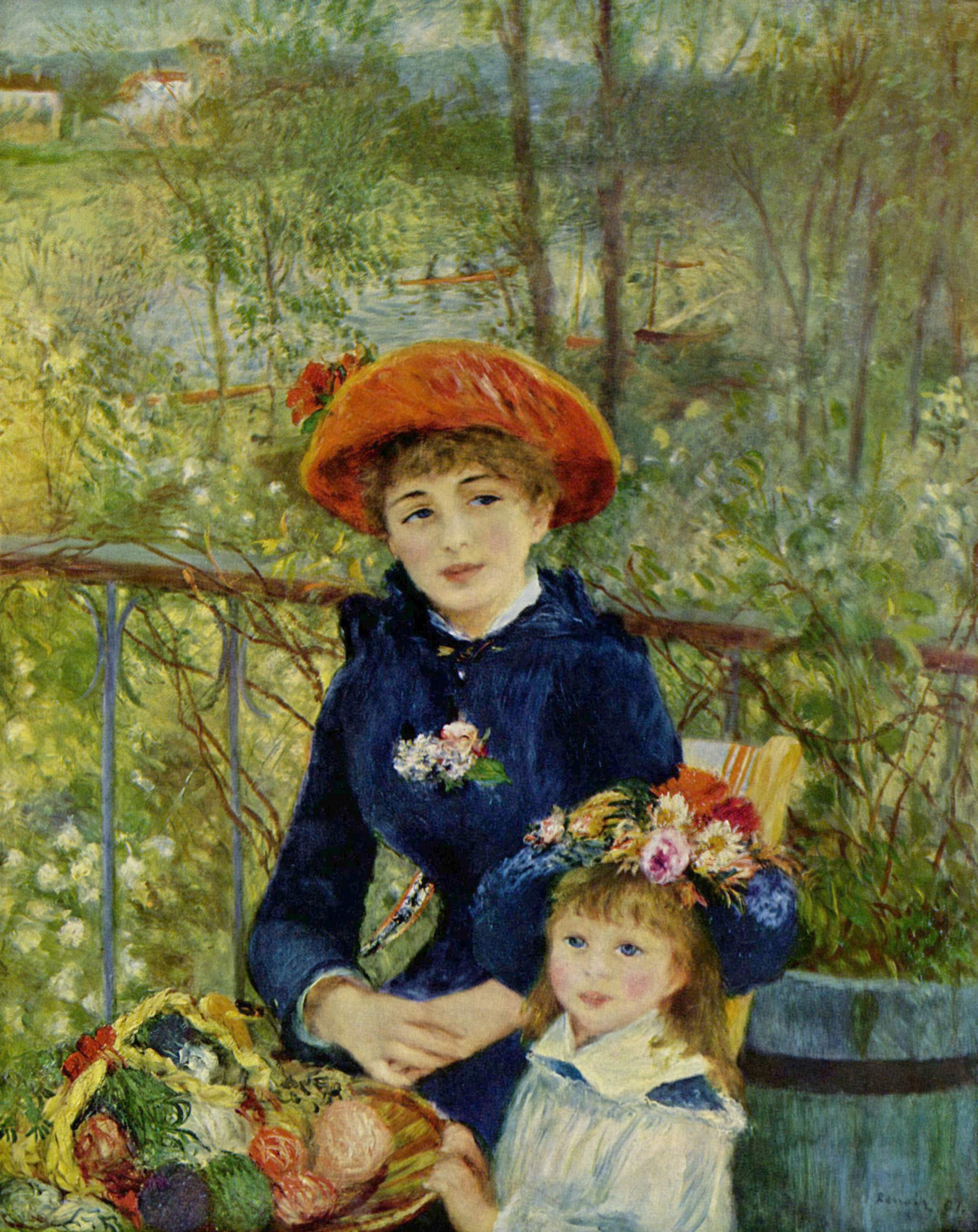
Ренуар. «На терасі»

## Художники Сполучених Штатів

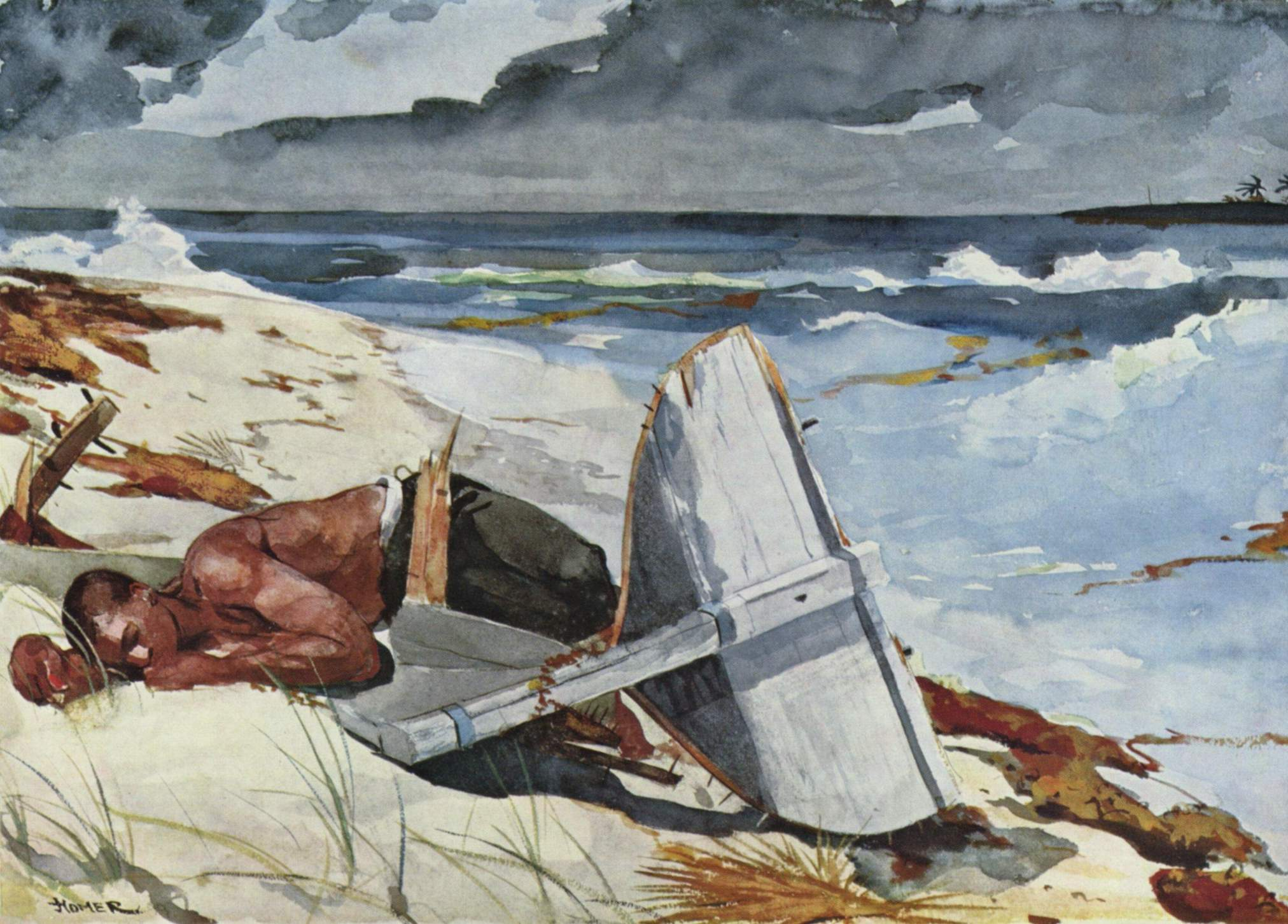
Хомер. Торнадо-вбивця
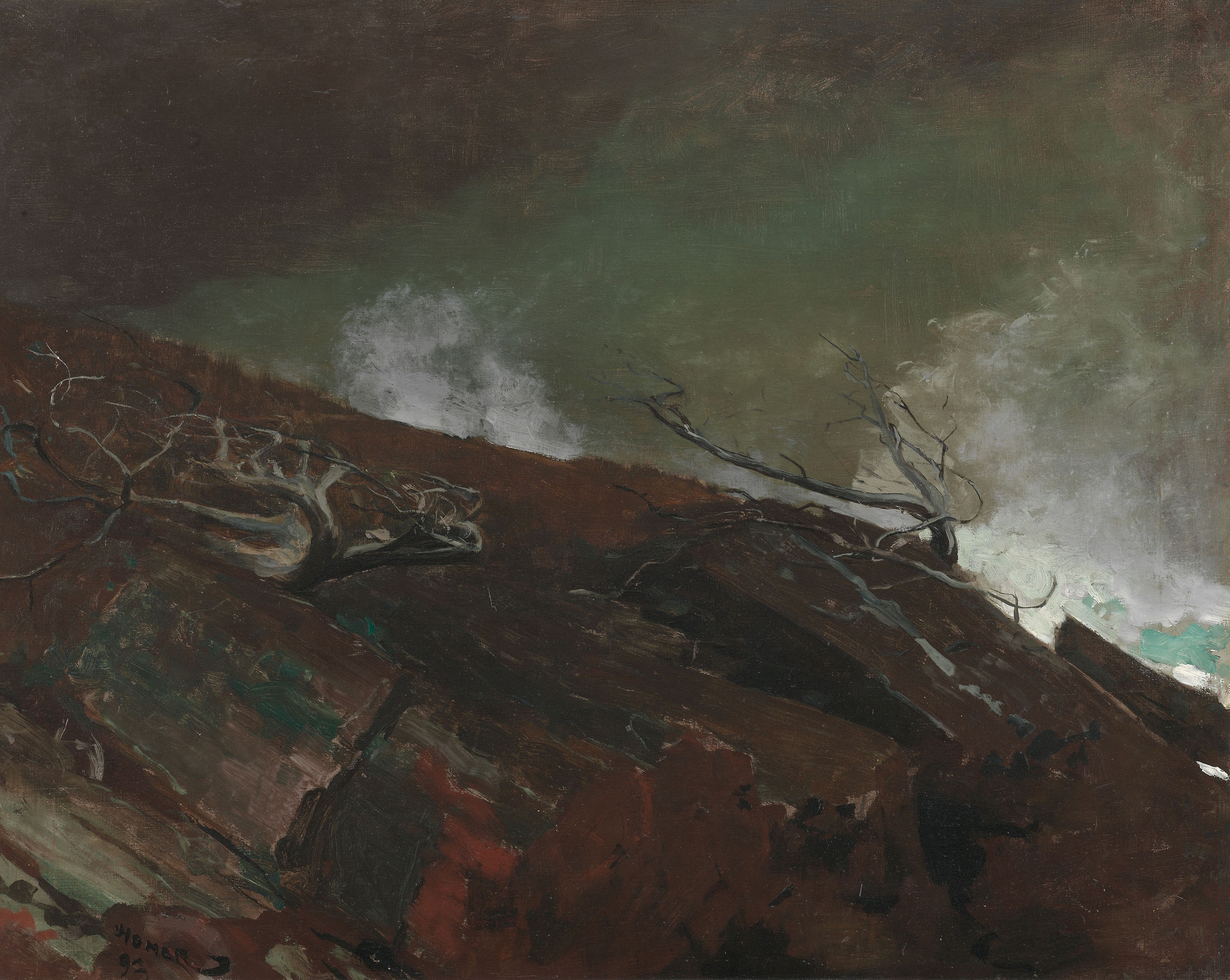
Хомер. Узбережжя